# YANK
YANK（ヤンク）は、日本のオルタナティヴ・ロック・バンド。

## 略歴
2024年7月 ボカロPでもある うつつ。(Vo/Gt)を中心にYANKを結成。自身を「オルタナティブボカロックバンド」と自称している。
東京を拠点に活動中。
2024年8月25日YouTubeにて「正義の教室 -short ver.- 」を公開。
2024年12月21日に 下北沢 Flowers Loftにて初ライブに出演。

## メンバー
- うつつ。(Vo/Gt)  - 2025年1月現在、公式からメンバーの正式発表はされてない。